# Эффективное по Парето распределение без зависти
Эффективность и справедливость являются двумя главными целями экономики благосостояния. Если дано множество ресурсов и множество агентов, целью является такое распределение ресурсов среди агентов, что оно будет эффективно по Парето (англ. Pareto efficient, PE) и свободно от зависти (англ. envy-free, EF). Цель определили впервые Дэвид Шмейдлер и Менахем Яари. Позднее существование таких распределений было доказано для различных условий.

## Существование ЭПБЗ распределения
Мы предположим, что каждый агент имеет отношение предпочтения на множестве всех наборов продуктов. Предпочтения являются полными, транзитивными и замкнутыми. Эквивалентно, каждое отношение предпочтения может быть представлено непрерывной функцией полезности.

### Слабо выпуклые предпочтения
Теорема 1 (Вариан): Если предпочтения всех агентов выпуклы и строго монотонны, то эффективное по Парето распределение без зависти (ЭПБЗ распределение) существует.
Доказательство: доказательство опирается на существование конкурентного равновесия с равными доходами. Предположим, что все ресурсы в экономике делятся поровну между агентами. То есть, если полный фонд экономики равен {\displaystyle E}, каждый агент {\displaystyle i\in 1,\dots ,n:} получает начальный фонд {\displaystyle E_{i}=E/n}.
Поскольку предпочтения выпуклы, из модели Эрроу — Дебрё вытекает, что конкурентное равновесие существует. То есть существует вектор цен {\displaystyle P} и разбиение множества {\displaystyle X}, при которых
- (CE) Все агенты максимизируют полезность согласно бюджету. То есть, если {\displaystyle P\cdot Y\leqslant P\cdot X_{i}}, то {\displaystyle Y\preceq _{i}X_{i}}.
- (EI) Все агенты имеют один и тот же доход в равновесных ценах: для всех {\displaystyle i,j:P\cdot X_{i}=P\cdot X_{j}}.

При таком распределении всегда отсутствует зависть. Доказательство: по условию (EI) для любого {\displaystyle i,j:P\cdot X_{j}\leqslant P\cdot X_{i}}. Следовательно, по условию (CE) {\displaystyle X_{j}\preceq _{i}X_{i}}.
Поскольку предпочтения монотонны, любое такое распределение также является эффективным по Парето, поскольку из монотонности вытекает локальная ненасыщаемость. См. Фундаментальные теоремы экономики благосостояния.

#### Примеры
Все примеры используют два вида благ, x и y, и двух агентов, Алису и Боба. Во всех примерах полезности слабо выпуклы и непрерывны.
A. Много ЭПБЗ распределений: Полный фонд равен (4,4). Алиса и Боб имеют линейные функции полезности, представленные субститутами:
{\displaystyle u_{A}(x,y)=2x+y},
{\displaystyle u_{B}(x,y)=x+2y}.
Заметим, что полезности слабо выпуклы и строго монотонны. Существует несколько ЭПБЗ распределений. Если Алиса получает по меньшей мере 3 единицы продукта x, то для неё полезность равна 6 и она не завидует Бобу. Аналогично, если Боб получает по меньшей мере 3 единицы продукта y, он не завидует Алисе. Таким образом, распределение [(3,0);(1,4)] является ЭПБЗ с полезностями (6,9). Аналогично, распределения [(4,0);(0,4)] и [(4,0.5);(0,3.5)] являются ЭПБЗ. С другой стороны, распределение [(0,0);(4,4)] является эффективным по Парето, но в нём присутствует зависть (Алиса завидует Бобу). При распределении [(2,2);(2,2)] зависти нет, но он не эффективен по Парето (полезности равны (6,6), но их можно улучшить, например, до (8,8)).
B. По-существу единичное ЭПБЗ распределение: Полные фонды равны (4,2). Алиса и Боб имеют функции полезности Леонтьева, представляющие комплементарные блага:
{\displaystyle u_{A}(x,y)=u_{B}(x,y)=\min(x,y)}.
Заметим, что полезности слабо выпуклы и лишь слабо монотонны. По-прежнему существует ЭПБЗ-распределение. Одинаковое распределение [(2,1);(2,1)] является ЭПБЗ с вектором полезности (1,1). Отсутствие зависти очевидно (любое одинаковое распределение приводит к отсутствию зависти). По поводу эффективности по Парето заметим, что оба агента желают только y, так что единственный путь получить полезность для агента — это взять что-то у другого агента, но это уменьшит полезность для другого агента. Хотя существуют другие ЭПБЗ распределения, например, [(1.5,1);(2.5,1)], все они имеют тот же вектор полезности (1,1), так что нет возможности для обоих агентов получить больше, чем 1.

### Топологические условия на пространстве эффективных распределений
ЭПБЗ-распределения существуют, даже если предпочтения агентов не выпуклы. Существуют некоторые достаточные условия, связанные с формой множества распределений, соответствующих конкретным конфигурациям полезностей. Если дан вектор полезностей u, определим A(u) = множеству всех распределений, для которых полезности равны u. Ниже приведены несколько теорем, предложенных разными авторами:
Теорема 2 (Вариан): Предположим, что все предпочтения всех агентов строго монотонны. Если для любой слабо эффективной по Парето конфигурации полезности u множество A(u) является одноэлементным (то есть нет двух слабо эффективных по Парето распределений, таких что все агенты их не различают), то ЭПБЗ распределение существует.
Доказательство использует лемму Кнастера — Куравтоского — Мазуркевича.
Заметим: Условия в теореме 1 и теореме 2 независимы — ни одно из них не вытекает из другого. Однако из строгой выпуклости предпочтений вытекают оба. Очевидно, что из строгой выпуклости вытекает слабая выпуклость (теорема 1). Чтобы увидеть, что из неё вытекает условие теоремы 2, предположим, что имеется два различных распределения x и y с одной и той же конфигурацией полезности u. Определим z = x/2+y/2. По строгой выпуклости все агенты строго предпочитают z перед x и y. Следовательно, x и y не могут быть слабо эффективными по Парето.
Теорема 3 (Свенссон): Если предпочтения всех агентов строго монотонны и для любых эффективных по Парето полезностей u множество A(u) выпукло, то ЭПБЗ распределение существует.
Доказательство использует теорему Какутани о неподвижной точке.
Примечание: Если предпочтения всех агентов выпуклы (как в Теореме 1), то A(u) тоже будет выпуклой. Более того, если A(u) состоит из одного элемента (как в Теореме 2), то оно, очевидно, тоже выпукло. Следовательно, теорема Свенссона является более общей, чем обе теоремы Вариана.
Теорема 4 (Диамантарас): Если предпочтения всех агентов строго монотонны и для любого эффективного по Парето вектора полезности u множество A(u) является стягиваемым (может быть непрерывным образом стянуто в точку), то ЭПБЗ распределение существует.
Доказательство использует теорему о фиксированной точке Эйленберга и Монтгомери.
Примечание: Любое выпуклое множество стягиваемо, так что теорема Диамантараса является более общей, чем предыдущие три.

### Сигма-оптимальность
Свенссона доказал другое достаточное условие существования ЭПБЗ распределений. Пусть опять все предпочтения представлены непрерывными функциями полезности. Более того, все функции полезности непрерывно дифференцируемы во внутренности пространства потребления.
Главной концепцией является сигма-оптимальность. Предположим, что мы создаём для каждого агента k копии с одинаковыми предпочтениями. Пусть X будет распределением в исходной экономике. Пусть Xk будет распределением в k-ой копии, где все копии того же самого агента получают тот же комплект благ, что и исходный агент X. Распределение X называется сигма-оптимальным, если для каждого k распределение Xk оптимально по Парето.
Лемма: Распределение сигма-оптимально тогда и только тогда, когда оно равновесно в условиях конкуренции.
Теорема 5 (Свенссон): Если все оптимальные по Парето распределения сигма-оптимальны, то ЭПБЗ распределения существуют.

### Рост добавочных доходов
ЭПБЗ-распределения могут отсутствовать даже в случае, когда все предпочтения выпуклы, если есть производство, а технология имеет увеличивающиеся добавочные доходы.
Предложение 6 (Вохра): Существуют экономики, в которых все предпочтения непрерывны, строго монотонны и выпуклы, единственным источником невыпуклости в технологии являются фиксированные цены, и для них не существует ЭПБЗ-распределения.
Таким образом, наличие возрастающих дополнительных доходов представляет фундаментальный конфликт между эффективностью и отсутствием зависти.
Однако отсутствие зависти может быть ослаблено следующим образом. Распределение X определяется как преимущественно без зависти (ПБЗ, англ. essentially envy-free, EEF), если для любого агента i существует допустимое распределение Yi с теми же самыми полезностями (все агенты не видят различия между X и Yi), в котором агент i не завидует никому. Очевидно, что любое распределение без зависти является ПБЗ, поскольку в качестве Yi для любого агента i мы можем взять X.
Теорема 7 (Вохра): Предположим, что все предпочтения  агентов строго монотонны и представлены непрерывными функциями полезности. Тогда существуют эффективное по Парето распределение, преимущественно без зависти.

## Несуществование ЭПБЗ-распределений

### Невыпуклые предпочтения
ЭПБЗ-распределения могут отсутствовать даже без производства, если предпочтения не выпуклы.
В качестве примера предположим, что полный фонд равен (4,2), при этом Алиса и Боб имеют одинаковые вогнутые функции полезности:
{\displaystyle u_{A}(x,y)=u_{B}(x,y)=\max(x,y)}.
При одинаковом распределении [(2,1);(2,1)] отсутствует зависть, а вектор полезности равен (2,2). Более того, любое распределение без зависти должно дать обоим агентам одинаковую полезность (поскольку они имеют одну и ту же функцию полезности) и эти полезности не должны превышать 2. Однако ни одно такое распределение не эффективно по Парето, поскольку оно доминируется по Парето распределением [(4,0);(0,2)], вектор полезности для которого равен (4,2).
Распределение отсутствует, даже если мы ослабим отсутствие зависти до отсутствия доминирования — ни один из агентов не получает каждого блага больше, чем другой агент.
Предложение 8 (Манике): Существуют экономики с 2 продуктами и  3 агентами со строго монотонными, непрерывными и даже дифференцируемыми функциями полезности, в которых существует доминирование любого эффективного по Парето распределения.

## Нахождение ЭПБЗ-распределения
Для двух агентов процедура «подстраивающийся победитель» является простой процедурой, которая находит ЭПБЗ-распределение с двумя дополнительными свойствами — оно также бестпристрастно и максимум один ресурс разделяется двумя агентами.
Для трёх и более агентов с линейными функциями полезности любое оптимальное по Нэшу распределение является ЭПБЗ. Оптимальное по Нэшу распределение — это распределение, которое максимизирует произведение полезностей агентов или, эквивалентно, сумму логарифмов полезностей. Поиск таких распределений является задачей выпуклой оптимизации
{\displaystyle {\text{maximize}}\sum _{i=1}^{n}\log(u_{i}(X_{i}))~~~}, если {\displaystyle (X_{1},\ldots ,X_{n})} является распределением,
а потому может быть найдено эффективно. Факт, что любое оптимальное по Нэшу распределение является ЭПБЗ, верен даже в более общих условиях справедливого разрезания торта.
Доказательство: Рассмотрим бесконечно малый кусок торта Z. Для каждого агента i бесконечно малый вклад Z в  {\displaystyle \log(u_{i}(X_{i}))} равен
{\displaystyle u_{i}(Z)\cdot {d\log(u_{i}(X_{i})) \over d(u_{i}(X_{i}))}={u_{i}(Z) \over u_{i}(X_{i})}}.
Таким образом, правило оптимальности Нэша даёт каждый такой кусок Z агенту j, для которого это выражение наибольшее:

 {\displaystyle \forall j\in [n]:Z\subseteq X_{j}\iff \forall i\in [n]:{u_{j}(Z) \over u_{j}(X_{j})}\geqslant {u_{i}(Z) \over u_{i}(X_{i})}}
Суммирование по всем бесконечно малым подмножествам множества Xj нам даст
{\displaystyle \forall i,j\in [n]:{u_{j}(X_{j}) \over u_{j}(X_{j})}\geqslant {u_{i}(X_{j}) \over u_{i}(X_{i})}}
Из этого следует определение распределения без зависти:
{\displaystyle \forall i,j\in [n]:{u_{i}(X_{i})}\geqslant {u_{i}(X_{j})}}